# Río Chicha
Der Río Chicha ist ein 120 km langer rechter Nebenfluss des Río Pampas im Andenhochland von Südzentral-Peru. Ein alternativer Name ist Río Soras. Im Oberlauf wird der Fluss abschnittsweise auch als Río Angostura, Río Huayllaripa und Río Yuracmayo bezeichnet.

## Flusslauf
Der Río Chicha entspringt auf einer Höhe von etwa 4460 m im Süden des Distrikts Sañayca, Provinz Aymaraes, Region Apurímac. Er fließt in überwiegend nordnordwestlicher Richtung durch das Andenhochland. Zwischen den Flusskilometern 98 und 70 durchquert der Fluss den 
äußersten Süden der Provinz Andahuaylas. Anschließend bildet der Fluss bis zu seiner Mündung die Grenze zwischen der Provinz Sucre (Region Ayacucho) im Westen und der Provinz Andahuaylas (Region Apurímac) im Osten. Die Mündung des Río Chicha in den Río Pampas liegt auf einer Höhe von etwa 2140 m. Nebenflüsse des Río Chicha sind Río Ruyromayo, Río Jallojallo, Río Yanamayo, Río Pachachaca, Río Larcay, Río Patarachayoc und Río Corimayo von links sowie Río Pauche und Río Ocharan von rechts.

## Einzugsgebiet
Der Río Chicha entwässert ein Areal von etwa 2800 km². Dieses erstreckt sich über die Provinzen Sucre, Andahuaylas und Ayamaraes. Das Einzugsgebiet des Río Chicha grenzt im Nordosten an das des Río Huancaray, im Osten und im Südosten an das des Río Chalhuanca, im äußersten Süden an das des Río Ocoña, Zufluss des Pazifischen Ozeans, sowie im Westen an das des Río Sondondo.

## Hydrologie
Mit Hilfe verschiedener regionaler Messwerte wurde ein mittlerer Abfluss des Rio Chicha von etwa 26 m³/s berechnet. Im folgenden Schaubild sind die berechneten mittleren monatlichen Abflüsse dargestellt.